# Yoshua St. Juste
Yoshua St. Juste (Groningen, 27 februari 1991) is een Nederlands zaalvoetballer van Kittiaanse afkomst die doorgaans als middenvelder speelt. In de Eredivisie speelde St. Juste voor Leekster Eagles, Hovocubo en CF Eindhoven. Als international maakte hij deel uit van de Oranje-selectie voor het EK 2014 in België. Hij is de broer van Jerry St. Juste.

## Carrière
In maart 2012 werd St. Juste door bondscoach Marcel Loosveld geselecteerd voor een trainingsstage voor bij het Nederlands zaalvoetbalteam. Hij maakte op 27 maart 2012 zijn debuut voor Oranje in de 4-2 gewonnen vriendschappelijke interland tegen Polen.
In 2013 werd St. Juste met Hovocubo bekerwinnaar en in 2014 werd de speler landskampioen van Nederland. Vanaf het seizoen 2014/15 speelde hij voor CF Eindhoven, om vanaf het seizoen 2017/18 weer naar terug te keren naar Hovocubo.